# Карамфил
Карамфил (болг. Карамфил) — село в Болгарии. Находится в Кырджалийской области, входит в общину Момчилград. Население составляет 314 человек.

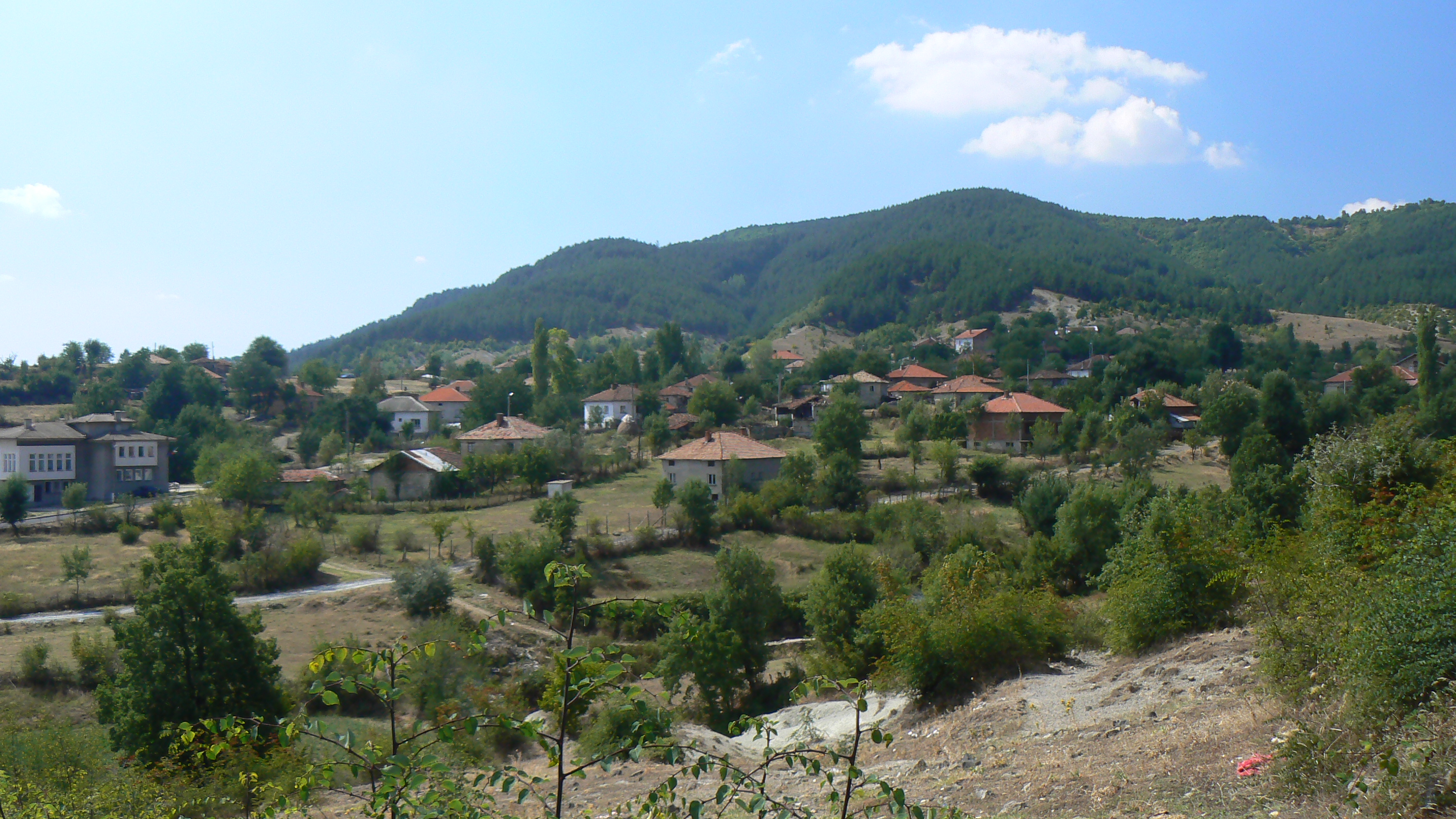

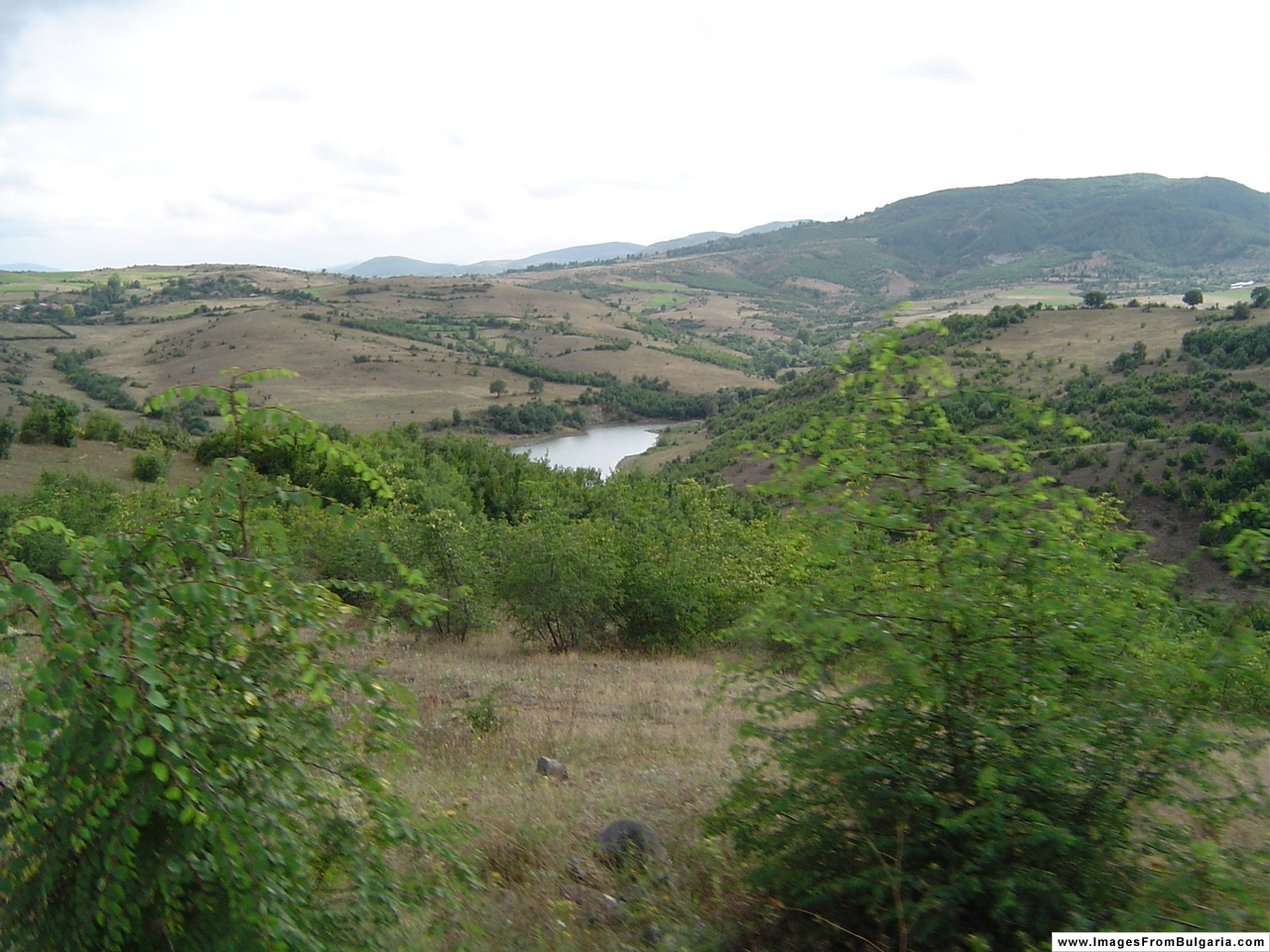

## Политическая ситуация
В местном кметстве Карамфил, в состав которого входит Карамфил, должность кмета (старосты) исполняет Мехмед Акиф Мехмед (Движение за права и свободы (ДПС)) по результатам выборов правления кметства.
Кмет (мэр) общины Момчилград — Ердинч Исмаил Хайрула (Движение за права и свободы (ДПС)) по результатам выборов в правление общины.